# Football Club Atert Bissen
Maillots
Actualités
Le FC Atert Bissen (forme raccourcie de Football Club Atert Bissen) est un club de football luxembourgeois, fondé en 1945 et basé à Bissen. Il évolue en BGL Ligue, la première division luxembourgeoise de football.
Le Football Club Atert Bissen est fondé le 24 juin 1945 après l'annexion du Luxembourg lors de la Seconde Guerre mondiale. Durant plusieurs décennies, le club dispute ses saisons dans les championnats amateurs du Luxembourg.
En 2007, le club obtient son premier titre de champion de troisième division, disputant ainsi sa première saison de son histoire en Promotion d'Honneur, le deuxième échelon du football luxembourgeois.
Après plusieurs titres de champion de 1.Division, le FC Atert Bissen atteint la BGL Ligue à l'issue de la saison 2024-2025 en barrage face au SC Bettembourg, réalisant le plus grand exploit de son histoire.

## Biographie

### Club modeste en amateur (1945 - 2006)
Le FC Atert Bissen est fondé en 1945, peu de temps après la libération du Luxembourg à la suite de l'annexion par les Allemands lors de la Seconde Guerre mondiale.
Durant de nombreuses années, le club évolue principalement dans les divisions amateurs du pays.

### Ascenseur entre les deux divisions (2007 - 2024)
À l'issue de la saison 2006-2007, le FC Atert Bissen termine champion de 1.Division et accède donc pour la première fois de son histoire à la Promotion d'Honneur, le deuxième échelon du football luxembourgeois. Après deux saisons en deuxième division, le club est relégué. 
En 2012, le club manque la montée à l'échelon supérieur après sa défaite en barrage face au CS Oberkorn. La saison suivante, le club réalise son meilleur parcours au sein de la Coupe du Luxembourg en atteignant les quarts de finale de la compétition face au FC Differdange 03 (défaite 2-0). 
En 2015-2016, Bissen obtient un nouveau titre de champion de troisième division mais est relégué directement la saison suivante. En 2018, le club remporte son troisième titre de 1.Division. La saison d'après, le club est encore une fois relégué après sa défaite en barrage face au FC Yellow Boys Weiler-la-Tour. 
Après de nombreuses descentes et remontées, le club obtient son quatrième titre de champion de troisième division à l'issue de la saison 2023-2024. 

### Découverte de la BGL Ligue (depuis 2025)
Alors promu en Promotion d'Honneur, le FC Atert Bissen réalise une saison grandiose, terminant 3e du championnat en 2024-2025 derrière le FC Mamer 32 et l'UN Käerjéng 97. Affrontant le SC Bettembourg en barrage de promotion pour la BGL Ligue, le club s'impose sur le score de 1-0 devant 2 562 spectateurs, validant ainsi son ticket pour l'élite pour football luxembourgeois,.

## Palmarès
Le tableau suivant récapitule les performances du FC Atert Bissen dans les différentes compétitions officielles luxembourgeoises.
| Compétitions nationales |
| --- |
| - Coupe du Luxembourg - Meilleure performance : Quart de finaliste en 2013 - Promotion d'Honneur - Meilleure performance : 3e en 2025 - 1.Division (4) - Champion : 2007, 2016, 2018 et 2024 |